# Zócalo
Zócalo (dt.: „Sockel“) ist die umgangssprachliche Bezeichnung für den zentralen Platz einer Stadt in Mexiko, einschließlich der Plaza de la Constitución, dem Hauptplatz von Mexiko-Stadt. Der Platz erhielt seinen Namen, weil die große Pyramide, die an diesem Ort stand bis auf den Sockel abgerissen wurde.
In den meisten lateinamerikanischen Städten aus der Kolonialzeit existiert ein Hauptplatz, an dem die Kathedralkirche und überwiegend historische Gebäude stehen. Außerhalb Mexikos wird er meistens Plaza de Armas genannt.

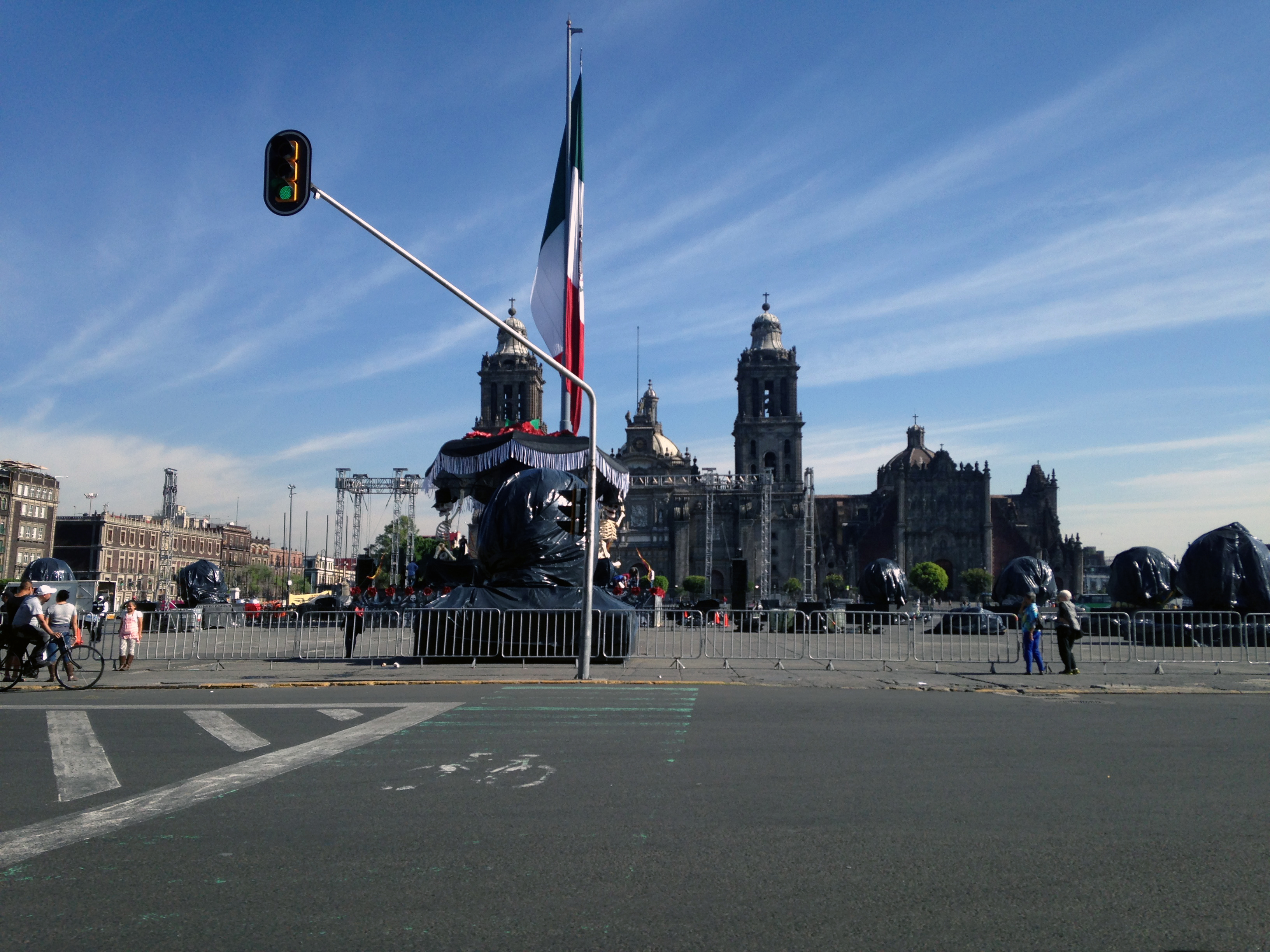
Der für Dreharbeiten gesperrte Zócalo (von Mexiko-Stadt)
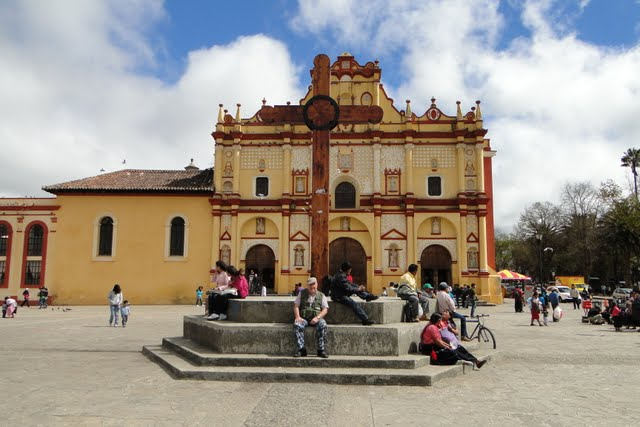
Der Zócalo von San Cristóbal de las Casas